# Seleção negativa (política)
Seleção negativa é um processo político que ocorre especialmente em hierarquias rígidas, notavelmente ditaduras, mas também em locais como corporações ou na política eleitoral moderna.
A pessoa no topo da hierarquia, desejando permanecer no poder para sempre, escolhe seus associados propositadamente pelo critério da incompetência, estes não devem ser competentes o suficiente para removê-lo do poder. Visto que os subordinados muitas vezes imitam o seu líder, esses colaboradores fazem o mesmo com os que estão abaixo deles na hierarquia e a hierarquia é progressivamente preenchida com agentes incompetentes.
Se o ditador ainda assim se considerar ameaçado, no entanto, ele irá remover aqueles que pensa ameaçá-lo de suas posições. Posições vacantes na hierarquia normalmente são preenchidas por subordinados, aqueles que eram menos competentes do que seus mestres anteriores. Assim, no decorrer do tempo, a hierarquia torna-se mais e mais ineficaz. Uma vez que o ditador morre ou é removido por alguma influência externa o que resta é uma hierarquia ineficiente.